# Ludwig Fulda
Ludwig Anton Salomon Fulda, né le 15 juillet 1862 à Francfort-sur-le-Main et mort par suicide le 30 mars 1939 à Berlin, était un grand auteur et traducteur allemand.
Il est par exemple le traducteur en allemand du Cyrano de Bergerac d'Edmond Rostand.
En 1914, il rédige le Manifeste des 93.

## Théâtre
- 1905 : Le Talisman, thème de Ludwig Fulda, adapté en quatre actes en vers écrits par Louis Marsolleau et présentés en mars au Théâtre des Bouffes.